# Notre-Dame-des-Accoules
Koordinaten: 43° 17′ 51,6″ N, 5° 22′ 7,5″ O

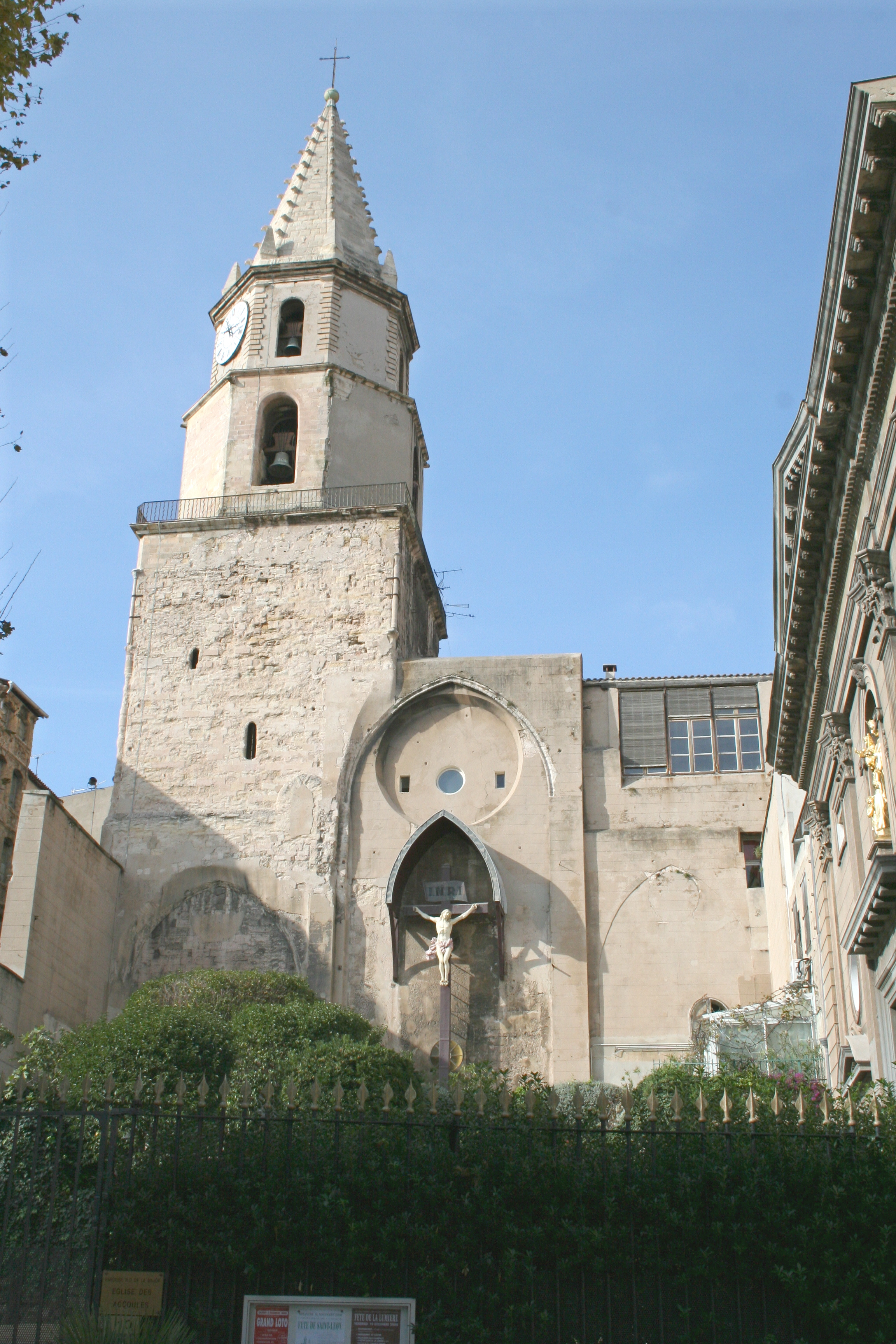
Kirche Notre-Dame-des-Accoules

Die Notre-Dame-des-Accoules ist ein Kirchengebäude im Viertel Accoules in Marseille. Der Glockenturm der Kirche erhielt am 7. Juli 1964 eine Einstufung als Monument historique.

## Etymologie
Der Name der Kirche leitet sich von ihrer bogenförmigen Struktur ab, vom Lateinischen per angulos oder arcuatim constructa. Einige andere Autoren glauben, dass das Wort Accoules vom Lateinischen acquis fluentibus stammt. In der Nähe soll sich eine Quelle befunden haben, die in der Antike einen Bach versorgte. Der Bach befand sich in der Nähe des Alten Hafens und wurde bei einer Ausgrabung am Place Jules-Verne wiederentdeckt.

## Entstehung
Die Kirche wurde auf den Ruinen eines Minerva-Tempels gebaut. 1033 zogen Ordensschwestern aus Saint Sauveur in das Gebäude ein und übernahmen die Leitung der nun in eine Abtei umgewandelten Kirche. 1060 wurde sie an die Abtei Saint-Victor de Marseille angegliedert und mit dem Namen Sancta Maria ad Acuas in Verbindung gebracht. Seit 1064 grenzte die Abtei an die Gemeinde von Saint-Martin. Notre-Dame-des-Accoules und Saint-Martin gelten als die ersten beiden Pfarrgemeinden von Marseille.
Nach einer Inschrift auf einer erhaltenen Säule wurde die Kirche im Jahr 1205 neu rekonstruiert. Im vierzehnten Jahrhundert erfolgte ein Umbau im gotischen Stil. Das Kirchenhaus war fünfjochig gegliedert und erhielt an der Außenseite Strebebögen.

## Gegenwart
Die Kirche wurde während der Französischen Revolution 1794 zerstört, da sie politischen Gegnern des Nationalkonvents Unterschlupf bot.
Heute ist nur noch der Glockenturm übrig geblieben, der auf einer ehemaligen Turmbasis (Sauveterre-Turm) ruht.